# シャツを洗えば
『シャツを洗えば』（シャツをあらえば）は、くるりとユーミンのシングル（CD付の書籍）。

## 概要
- GAPの40周年キャンペーン企画「GAP 40TH ANNIVERSARY HOLIDAY」の一環として、くるりと松任谷由実がコラボレーションしたシングル。
- 史上初の雑誌サイズCDという形でA4雑誌サイズCDボックス仕様で発売された。未公開写真、直筆似顔絵、塗り絵入りのスペシャルブックレット付きで、宝島社出版の書店流通商品として、書店やコンビニエンスストア、書店機能を持つレコード販売店で発売された[1][2]。初版発行部数は15万部[3]。
- PVは、新宿ロフトで収録された。
- 流通が書籍扱いのためオリコンチャートではシングルチャートではなく、ブックチャートにランクインされ、書籍総合ランキングで初登場18位を記録した。
- 特殊なCDもチャートインさせるテレビ東京系『JAPAN COUNTDOWN』では、1月16日付で25位を記録した。TOP30以内には1週のみチャートイン。

## 収録曲
1. シャツを洗えば
  - 作詞：岸田繁・佐藤征史・松任谷由実／作曲：岸田繁
  - GAP40周年キャンペーンソング
  - 大鵬薬品工業「チオビタドリンク」CMソング
2. シャツを洗えば（Instrumental）